# Centrum voor Vrijzinnig Humanistisch Erfgoed
Het Centrum voor Vrijzinnig Humanistisch Erfgoed (CVHE), het voormalig Vrijzinnig Studie-, Archief- en Documentatiecentrum "Karel Cuypers", werd op 17 april 1986 opgericht te Antwerpen met als doel de vrijzinnige beweging in Vlaanderen wetenschappelijk te ondersteunen en vrijzinnige archieven te bewaren en te valoriseren.
In 2012 kwam een samenwerkingsverband tot stand met het Universiteitsarchief van de Vrije Universiteit Brussel. Dit samenwerkingsverband, het Centrum voor Academische en Vrijzinnige Archieven (CAVA), is gevestigd op de campus van de VUB te Elsene.
De administratie en de collectie van CVHE werden in 2012 overgebracht van Antwerpen naar Brussel. De Raad van Bestuur van CVHE houdt toezicht op de erfgoedwerking van CAVA.